# G̈
G̈ (minuskule g̈) je speciální písmeno latinky. Nazývá se G s přehláskou. Používá se velice zřídka, a to v ALA-LC přepisu sindhštiny a arabštiny, a také se používá v jazyce nawdm, což je jazyk používaný asi 150 000 lidmi v Togu. V sindhštině ho značí písmeno ڳ a v arabštině písmeno ॻ. V Unicode je majuskulní tvar sekvence <U+0047, U+0308> a minuskulní <U+0067, U+0308>.